# Keelschild

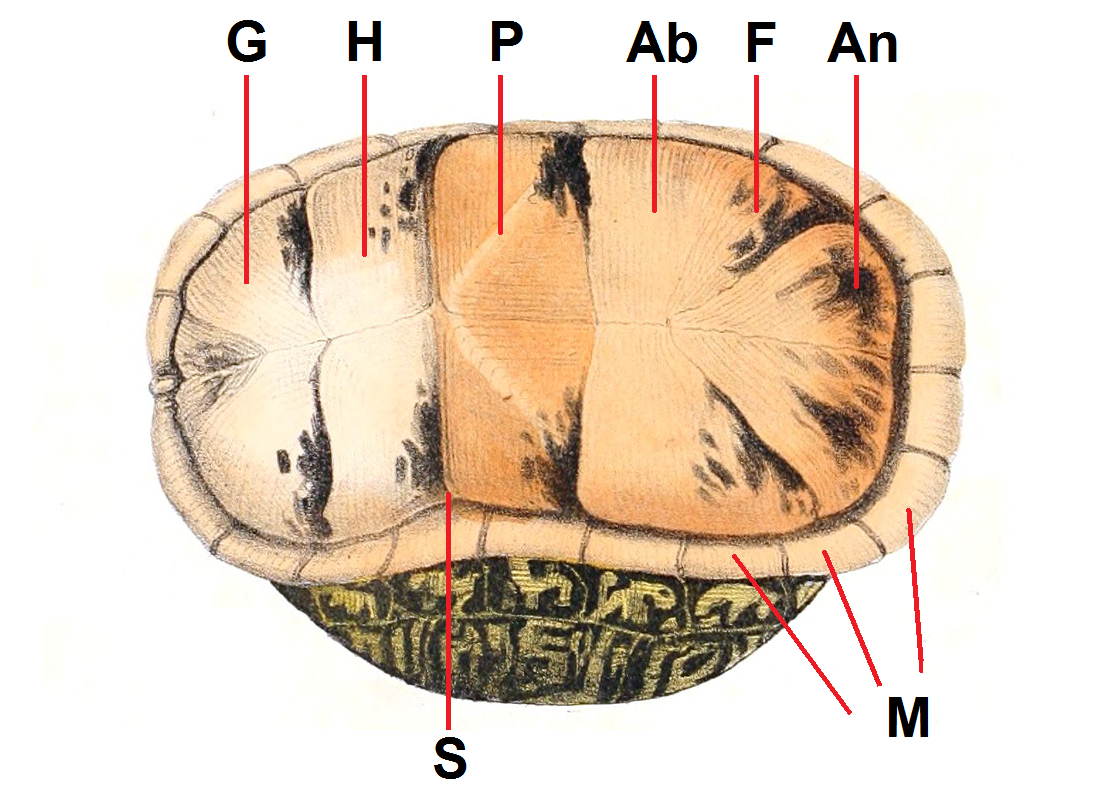
Hoornschilden van een schildpad

Het keelschild of gulare (mv:gularia) is een van de hoornschilden aan het buikpantser van een schildpad. De vorm en grootte en de relatieve lengte van de naad op het midden van de buik tussen de keelschilden zijn een belangrijk determinatiekenmerk en verschillen vaak per soort.
Op de afbeelding rechts is het keelschild aangegeven met een G.